# الحركة الشعبية لتحرير أنغولا
الحركة الشعبية لتحرير انغولا - حزب العمال (بالبرتغالية:  Movimento Popular de Libertação de Angola - Partido do Trabalho‏)، وتختصر بالرمز (MPLA)، هو حزب سياسي في أنغولا. تأسس الحزب في عام 1956. ويحكم هذا الحزب أنغولا منذ استقلالها عن البرتغال عام 1975 حتى الآن.
شارك حزب الحركة الشعبية في حرب الاستقلال ضد الاستعمار البرتغالي منذ 1961 حتى استقلت أنغولا. وبعد الاستقلال كان الحزب أحد افراد النزاع في الحرب الأهلية الأنغولية ضد حركتي يونيتا وجبهة تحرير أنغولا في الحرب التي بدأت عام 1975 وانتهت في 2002.

## التأسيس
في ديسمبر عام 1956 اتحد الحزب الشيوعي الأنجولي وحزب النضال الأنجولي ليكونا الحركة الشعبية لتحرير انغولا. وأصبح فيرياتو دا كروز رئيس الحزب الشيوعي أمينا عاما للحزب المشترك. وانضمت لاحقا عدة حركات وطنية أنجولية إلى الحركة الشعبية، مثل حركة الاستقلال الوطني لأنغولا والجبهة الديمقراطية لتحرير أنغولا.
وغالبية أعضاء حزب الحركة الشعبية هم من قبيلة المبوندو الموجودة في العاصمة لواندا ويغلب على افراد القبيلة الثقافة والتعليم. كان الحزب متصلا بالأحزاب الشيوعية الأوربية والسوفيتية وأصبح عضوا في الاشتراكية الدولية للأحزاب الديمقراطية.
كان لدى الحزب جناح مسلح هو القوات المسلحة لتحرير أنغولا، وأصبح هذا الجناح المسلح فيما بعد جزءا من الجيش الأنجولي.
في عام 1960 شارك الحزب مع الحزب الأفريقي في غينيا بيساو والرأس الأخضر في الحرب ضد الإمبراطورية البرتغالية في أفريقيا. في السنة التالية، تأسس اتحاد أفريقي جمع كل الحركات الوطنية في المستعمرات البرتغالية، كان اسم الاتحاد المؤتمر الوطني القومي للمستعمرات البرتغالية. وانضم إلى هذا الاتحاد حركة الماركسيين الليننيين من موزمبيق وحركة أخرى من ساو توميه وبرينسيب.

## الاستقلال والحرب الأهلية
بعد قيام ثورة القرنفل في البرتغال عام 1974، واستلمت حكومة عسكرية الدولة البرتغالية. أوقفت فورا عمليات الجيش المضادة للاستقلال في أنغولا. ثم سلمت السلطة إلى ائتلاف يضم الحركات الثلاث الرئيسية في انغولا. لكن سرعان ما انهار الائتلاف وكثرت الخلافات بين هذه الحركات. وأصبحت أنغولا الدولة المستقلة حديثا دولة حرب أهلية.
وتدخلت دول أجنبية في هذه الحرب الأهلية مثل جنوب أفريقيا وزائير والولايات المتحدة التي كانت تدعم حركتي يونيتا وجبهة تحرير أنغولا. بينما كانت كوبا والاتحاد السوفيتي في صف الحركة الشعبية. ونشرت كوبا آلاف من القوات عام 1975 في أنغولا. وفي نوفمبر 1980، سيطرت الحركة الشعبية على كل أنغولا ودمرت حركة يونيتا وحلفاءها. فانسحبت قوات جنوب أفريقيا. ومنع الكونغرس الأميركي أي تدخل عسكري آخر في أنغولا، خوفا من هزيمة أخرى للجيش الأمريكي على غرار ما حدث في حرب فيتنام.

## تولي السلطة
بعد سيطرة الحركة الشعبية على العاصمة لواندا والسيطرة على حقول النفط الموجودة غرب البلاد على المحيط الأطلسي، تم إعلان استقلال أنغولا في 11 نوفمبر 1975. في نفس اليوم الذي ترك فيه البرتغاليون العاصمة. وتم إعلان جمهورية أنغولا الشعبية. وأصبح الشاعر والمناضل المعروف أوغوستينو نيتو أول رئيس للبلاد بعد الاستقلال. ثم جاء بعده خوسي إدواردو دوس سانتوس عام 1979.
كان حزب الحركة الشعبية يتبنى الماركسية اللينينية كإيدولوجية له. وأقام علاقات وثيقة مع الاتحاد السوفيتي والمعسكر الشيوعي. وعمل الحزب على سياسة الاقتصاد الاشتراكي. وكانت الحركة تسعى لجعل الدولة دولة الحزب الواحد. بقي في البلاد آلاف من الجنود الكوبيين لحماية الدولة من متمردي حزب يونيتا ولتعزيز الاستقرار الأمني.
بعد فترة طويلة من الصراع ضد حزب يونيتا، الذي كان يتلقى الدعم من الولايات المتحدة وجنوب أفريقيا منذ الثمانينات، انتهت الحرب الأهلية سنة 2002 بعد مقتل زعيم حركة يونيتا يونس سافيمبي. عندها اتفق الطرفان فورا على وقف إطلاق النار. وكان ضمن الاتفاق تخلي حركة يونيتا عن السلاح وأن تصبح حزبا سياسيا.
في عام 1983 أضاف حزب الحركة الشعبية إلى اسمه جملة حزب العمال.
في الانتخابات الرئاسية لعام 1992 فاز مرشح الحزب خوسي إدواردو دوس سانتوس بالانتخابات بحصوله على 1 953 335 صوتا بنسبة (49.57%). وفي الانتخابات البرلمانية لنفس العام حصل الحزب على 124 126 صوتا بنسبة (53.74%) وبعدد 129 مقعد. والحزب حتى الآن منتسب للاشتراكية الدولية.

## الدعم الخارجي
تلقت الحركة الشعبية لتحرير أنغولا أثناء كل من الحرب الاستعمارية البرتغالية والحرب الأهلية الأنغولية دعماً عسكرياً وإنسانياً من حكومات الجزائر وبلغاريا والرأس الأخضر وتشيكوسلوفاكيا وجمهورية الكونغو الشعبية وكوبا وغينيا بيساو والمغرب وموزمبيق ونيجيريا وكوريا الشمالية وجمهورية الصين الشعبية ورومانيا وساو تومي وبرينسيب والصومال واليمن الجنوبي والاتحاد السوفيتي والسودان وتنزانيا وفيتنام ويوغوسلافيا. ورغم أن الصين، دعمت الحركة لفترة وجيزة، إلا أنها دعمت بشكل أكبر أعداء الحركة في الجبهة الوطنية لتحرير أنغولا ثم في حركة يونيتا في فترة لاحقة، أثناء حرب الاستقلال والحرب الأهلية.